# Josef Weismayer
Josef Weismayer (* 1936 in Wien) ist ein österreichischer katholischer Priester und emeritierter Universitätsprofessor.

## Leben
Nach der Matura 1954 am Gymnasium in Hollabrunn trat er ins Wiener Priesterseminar ein. Franz König weihte ihn am 26. Juni 1959 im Wiener Stephansdom zum Priester. Weismayer wirkte zwischen 1959 und 1962 als Kaplan und Religionslehrer in Guntramsdorf, 1962 erfolgte an der Universität Wien die Promotion sub auspiciis, 1974 die Habilitation.
Der Theologe war ab 1976 außerordentlicher Universitätsprofessor am Institut für Dogmatische Theologie der Katholisch-Theologischen Fakultät der Universität Wien. Von 1997 bis zu seiner Pensionierung 2004 war er Ordinarius für Dogmatik.
Seit Juni 2001 gehört er dem Domkapitel von St. Stephan an. 2006 wurde er zudem für fünf Jahre zum geschäftsführenden Vorsitzenden des Priesterrates gewählt. Von 1987 bis 2020 war er Rektor des Stephanushauses der Erzdiözese Wien.

## Ehrungen und Auszeichnungen
- 1975: Kardinal-Innitzer-Förderungspreis für Theologie